# 衛龍
衛龍食品とは、辣条を主力とした中国の食品メーカーである。河南省漯河市に本社を置く。

## 沿革
衛龍の創業者である劉衛平が、河南省漯河市に出張した際に牛筋面という菓子を食べた際、故郷の珍味である醤幹と組み合わせる案を出したのがきっかけとなった。この新商品の辣条として販売したところ、中国全土で人気が出た。
2019年の統計によると、辣条の市場規模は651億元となった。
1999年、劉衛平と劉福友の兄弟は衛龍を創業した。
2003年に衛龍を商標登録し、衛龍で辣条の生産を開始。
2004年に羅河平平食品有限公司を設立。
2021年現在，辣条は同社の売上の7割を占め、7700憶元の市場価格となり，中国最大の辛味食品製造業となっている。フロスト＆サリバンによると、2021年の小売売上高で衛龍は中国の辛味食品製造業の中で、6.2%のシェアで第一位となっており、味付麺や味付野菜でも一位のシェアを誇っている。
2022年12月15日、香港証券取引所に上場。